# Дежньово (Єврейська автономна область)
Дежньово (рос. Дежнёво) — село у Ленінському районі Єврейської автономної області Російської Федерації.
Входить до складу муніципального утворення Дежньовське сільське поселення. Населення становить 966 осіб (2010).

## Історія
Згідно із законом від 26 листопада 2003 року органом місцевого самоврядування є Дежньовське сільське поселення.

## Населення
| 2002 | 2010 |
| ---- | ---- |
| 1022 | ↘966 |